# Афонин, Михаил Иванович (учёный)
Михаил Иванович Афонин (11 ноября 1908, Москва — 1990) — белорусский советский учёный в области селекции растений. Доктор сельскохозяйственных наук (1970), профессор (1971), Заслуженный деятель науки БССР (1973).

## Биография
В 1932 году окончил Московскую сельскохозяйственную академию имени К. А. Тимиразева.
Директор Всесоюзного научно-исследовательского института льна в 1945—1952 годах.
С 1952 года — заведующий отделом селекции и технологии льна Белорусского НИИ сельского хозяйства.

## Научная деятельность
Работы по биологии, селекции и агротехнике льна. Под руководством Афонина выведены долгорастущие сорта льна Оршанский-2, Оршанский-72, технология совмещенной уборки льна с соломой, расстилаемой на сенокосе и агротехника выращивания повышенной урожайности льна.
Разработаны льняное волокно и семена для условий Белорусской ССР. Автор ряда патентов.
Среди опубликованных работ:
- Агротехнические приемы возделывания льна в Белоруссии [Текст] / М. И. Афонин, В. И. Рубан. — Минск: Госсельхозиздат БССР, 1961. — 18 с.; 17 см. — (Б-чка льновода).
- Селекция и прогрессивная технология возделывания льна в БССР / М. И. Афонин, Н. Г. Коренский. — Минск: БелНИИНТИ, 1979. — 49 с.; 20 см. — (Сер. «Сел. хоз-во» Обзор. информ. / Белорус. НИИ НТИ и техн.-экон. исслед.).

## Награды
- Лауреат премии Совета Министров СССР
- Орден Октябрьской Революции
- Орден Трудового Красного Знамени (дважды)
- Орден «Знак Почета» (дважды)
- медали